# 深川万年橋下
「深川万年橋下」（ふかがわまんねんばしした）は、葛飾北斎の名所浮世絵揃物『冨嶽三十六景』全46図中の1図。『冨嶽三十六景』は天保元年（1830年）から天保5年（1835年）ごろにかけて刊行されたと考えられている。落款は「北斎改為一筆」とある。

## 構図
万年橋とは、小名木川と隅田川が合流する手前に架けられた橋で、現代の東京都江東区にあたる。正面に大勢の人々が行き交い、大きく弧を描く橋を配置し、対岸に武家屋敷、遠方に富士山を眺める構図。「尾州不二見原」と並び幾何学的な画面構成が特徴と言える作品である。海抜の低い地域では洪水対策のため、川の両岸を高く石積みしたとされており、その様子が強調して描かれている。一見すると見落とされがちな、控えめな富士山が橋下空間の左側に描かれており、川に浮かぶ二隻の船が舳先で視線誘導を行っている。
本作の構図は河村岷雪が明和8年（1771年）に刊行した『百富士』に登場する「橋下」から着想を得たと考えられており、北斎は40代後半の時に制作した版画『たかはしのふじ』で洋風表現の試行とともにその構図を採用している。また、同様の構図は後年の『富嶽百景』二編「七橋一覽の不二」でも採用されている。
|  |  |  |

橋の下から富士山を仰ぎ見るにあたって、岷雪の構図がより現実に即した表現を取っているのに対し、北斎は橋の全体が視野に入るような位置から描いており、現実では困難な構図を取っているが、違和感を感じさせない妙があると日野原は評価している。また、『北斎漫画』で自ら解説した「三ツワリの法」（透視図法）を用いて川の両岸を描いている。